# Candid Records
La Candid Records è una casa discografica statunitense fondata nel 1960 dal critico e produttore Nat Hentoft e da Archie Bleyer, proprietario della casa discografica Cadence.
È rimasta attiva solo poco più di 6 mesi dall'agosto 1960 all'aprile 1961. In questo breve lasso di tempo ha registrato e pubblicato circa una trentina di album di musica jazz.
La filosofia della casa discografica era quella di fornire ai musicisti le migliori condizioni per registrare la loro musica lasciando loro la possibilità di scegliere sia i propri collaboratori che il repertorio da registrare. Non a caso Charles Mingus registrò proprio per la Candid la prima versione non censurata del brano: Original Faubus fables che era già stato rifiutato dalla casa discografica Columbia.
Il catalogo della Candid è stato ripubblicato in parte negli anni '70 con il marchio Barnaby della CBS e poi nel 1977 dalla Black Lion Production. Quest'ultima ha reso disponibile su CD gli album indisi nei pochi mesi di vista della casa discografica e dal 1989 ha iniziato anche ad eseguire nuove incisioni sempre con il marchio Candid.

## Album pubblicati dal 1960 al 1961
- 9000 Various artists Candid jazz
- 9001 Otis Spann Otis Spann is the blues
- 9002 Max Roach We Insist! - Freedom Now Suite
- 9003 Richard Williams New horn in town
- 9004 Don Ellis How time passes
- 9005 Charles Mingus Charles Mingus Presents Charles Mingus
- 9006 Cecil Taylor The world of Cecil Taylor
- 9007 Steve Lacy The straight horn of Steve Lacy
- 9008 Nancy Harrow Wild women don't have the blues
- 9009 Clark Terry Color changes
- 9010 Lightnin' Hopkins Lightnin' Hopkins in New York
- 9011 Benny Bailey Big brass
- 9012 Toshiko-Mariano Quartet
- 9013 Cecil Taylor Jumpin' Punkins (probably originally unissued)
- 9014 Booker Ervin That's it !
- 9015 Abbey Lincoln Straight ahead
- 9016 Phil Woods Rites of swing
- 9017 Cecil Taylor / Buell Neidlinger New York city R&B (probably originally unissued)
- 9018 Jaki Byard Blues for Smoke (probably originally unissued)
- 9019 Various artists The jazz life with Charles Mingus, Eric Dolphy, Lucky Thompson, Booker Ervin, Max Roach, etc.
- 9020 Pee Wee Russell / Coleman Hawkins Jazz reunion
- 9021 Charles Mingus Mingus!
- 9022 Various artists Newport Rebels with Charles Mingus, Max Roach, Eric Dolphy, Jo Jones, Roy Eldridge
- 9023 Memphis Slim Memphis Slim's tribute to Big Bill Broonzy also to Leroy Carr, Cow Cow Davenport, Curtis Jones, Jazz Gillum
- 9024 Memphis Slim Memphis Slim USA
- 9025 Otis Spann Walking the blues (probably originally unissued)
- 9026 Charles Mingus Reincarnation of a lovebird
- 9027 Booker Little Out front (last issue by original Candid)
- 9028 Ray Crawford Smooth groove
- 9029 Cal Massey Blues To Coltrane
- 9030 Chamber jazz sextet Plays Pal Joey (Cadence, not Candid master)
- 9031 Marty Paich Picasso of Big Band Jazz (Cadence, not Candid master)
- 9032 Don Ellis Out of nowhere
- 9033 Eric Dolphy Candid Dolphy
- 9034 Cecil Taylor Cell walk for Celeste
- 9042 Charles Mingus Mysterious Blues
- 9046 Cecil Taylor Air